# Northrop X-4
Die Northrop X-4 Bantam war ein strahlgetriebenes schwanzloses Experimentalflugzeug des US-amerikanischen Herstellers Northrop Corporation. Das Forschungsprogramm wurde vom National Advisory Committee for Aeronautics (NACA), Vorläufer der NASA, geleitet.
Das Flugzeug war ein einsitziger Pfeilflügler (Flügelpfeilung 41,5°) ohne Höhenleitwerk. Es war 7,10 m lang, hatte eine Spannweite von 8,18 m und eine maximale Startmasse von 3550 kg. Es besaß ein einziehbares Dreibeinfahrwerk und einen Schleudersitz. Angetrieben wurde es von zwei Westinghouse-J30-WE-9-Strahltriebwerken mit je 7,1 kN Standschub. Die Lufteinlässe befanden sich in den Tragflächenwurzeln. Die Höchstgeschwindigkeit betrug in großer Höhe Mach 0,89.
Von der X-4 wurden zwei Exemplare gebaut. Der Erstflug fand 1948 statt. 1954 wurde das Programm eingestellt.

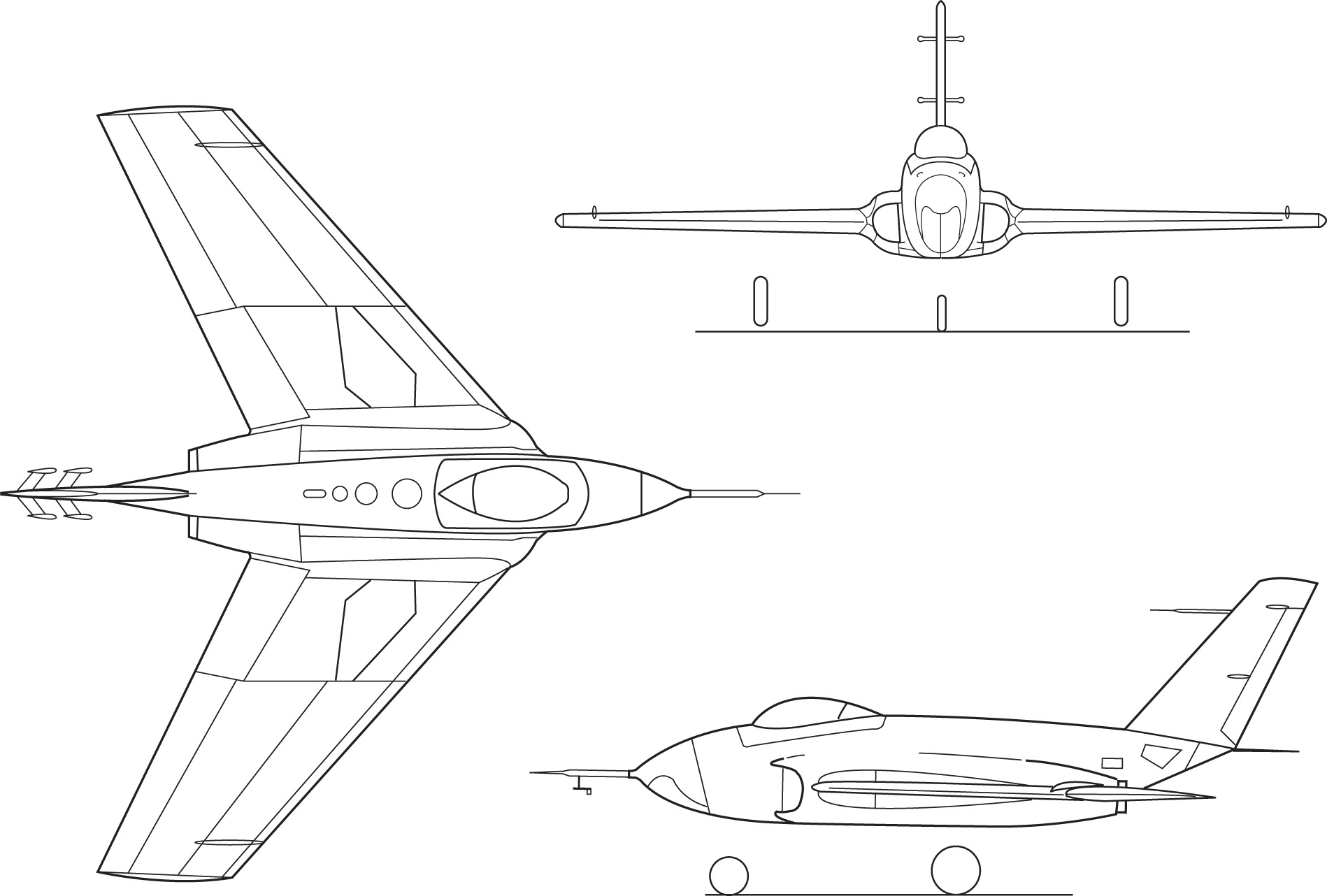
Dreiseitenansicht der Northrop X-4 „Bantam“

## Technische Daten
| Kenngröße             | Daten                                                      |
| --------------------- | ---------------------------------------------------------- |
| Besatzung             | ein Pilot                                                  |
| Länge                 | 7,1 m                                                      |
| Spannweite            | 8,2 m                                                      |
| Höhe                  | 4,5 m                                                      |
| Leermasse             | 2540 kg                                                    |
| max. Startmasse       | 3550 kg                                                    |
| Höchstgeschwindigkeit | 1035 km/h                                                  |
| Dienstgipfelhöhe      | 13.400 m                                                   |
| Triebwerke            | zwei Strahltriebwerke Westinghouse J30 mit je 7,1 kN Schub |